# DLA-3C286
DLA-3C286 è una galassia remota, situata in direzione della costellazione dei Cani da Caccia alla distanza di 6,88 miliardi di anni luce dalla Terra.
È dotata di un fortissimo campo magnetico che, nel 2008, è stato misurato da un team di astronomi utilizzando il Radiotelescopio di Green Bank, ed è risultato almeno 10 volte più intenso di quello della Via Lattea con un'estensione di circa 600 anni luce.
Il campo magnetico delle galassie, secondo la teoria più accreditata, sarebbe prodotto da un effetto dinamo generato dalla rotazione della galassia che crea il campo magnetico in un arco di diversi miliardi di anni. Sorprende pertanto di trovare un campo magnetico così intenso in una galassia molto giovane come DLA-3C286 e ciò porta a considerare la possibilità anche di altri meccanismi.
Una spiegazione alternativa potrebbe essere la comparsa di un campo magnetico diretto verso il centro di una galassia massiccia, dato che è noto che i campi magnetici sono più intensi in direzione di galassie vicine. Oppure un campo magnetico così intenso può essere il risultato di un'onda d'urto generato dalla collisione di due galassie.
Comunque sia, i ricercatori ritengono che i campi magnetici possono essere fattori importanti per l'evoluzione delle galassie; in particolare possono essere responsabili dei bassi tassi di formazione stellare osservati nelle protogalassie dell'universo primordiale.